# Gustaf Blomgren
Gustaf Adolf Viktor Blomgren (Göteborg, 24 dicembre 1887 – Göteborg, 25 luglio 1956) è stato un tuffatore svedese.

## Palmarès
- Giochi olimpici
- Stoccolma 1912: bronzo nella piattaforma